# Desa Sidomukti (administrativ by i Indonesien, Jawa Tengah, lat -7,64, long 109,55)
Desa Sidomukti är en administrativ by i Indonesien.   Den ligger i provinsen Jawa Tengah, i den västra delen av landet, 300 km sydost om huvudstaden Jakarta.